# Sogndal Fotball 2013
Questa voce raccoglie le informazioni riguardanti il Sogndal Fotball nelle competizioni ufficiali della stagione 2013.

## Stagione
Il Sogndal chiuse la stagione al 12º posto in classifica, raggiungendo così la salvezza. L'avventura nella Coppa di Norvegia 2013 terminò invece al quarto turno, con l'eliminazione per mano del Vålerenga. Erik Dahlin fu il calciatore più utilizzato in stagione, con 33 presenze (30 in campionato e 3 in coppa). Il miglior marcatore fu invece Malick Mané, con 14 reti (10 in campionato e 4 in coppa).

## Maglie e sponsor
Lo sponsor tecnico per la stagione 2013 fu Umbro, mentre lo sponsor ufficiale fu Sparebanken Vest. La divisa casalinga fu composta da una maglietta bianca con inserti neri, pantaloncini e calzettoni neri. Quella da trasferta era invece completamente nera, con inserti bianchi.
| Casa | Trasferta |

## Rosa
| N. |                      | Ruolo | Calciatore         |
| -- | -------------------- | ----- | ------------------ |
| 2  | Estonia (bandiera)   | D     | Taijo Teniste      |
| 3  | Norvegia (bandiera)  | D     | Bjørn Inge Utvik   |
| 4  | Finlandia (bandiera) | D     | Hannu Patronen     |
| 5  | Norvegia (bandiera)  | D     | Per Egil Flo       |
| 6  | Senegal (bandiera)   | C     | Sidy Sagna         |
| 7  | Norvegia (bandiera)  | C     | Rune Bolseth       |
| 8  | Norvegia (bandiera)  | A     | Ulrik Flo          |
| 9  | Norvegia (bandiera)  | A     | Azar Karadas       |
| 10 | Norvegia (bandiera)  | C     | Ørjan Hopen        |
| 11 | Norvegia (bandiera)  | A     | Martin Trøen       |
| 11 | Brasile (bandiera)   | A     | Ricardo Santos     |
| 14 | Norvegia (bandiera)  | D     | Espen Næss Lund    |
| 15 | Norvegia (bandiera)  | D     | Anders Hella       |
| 16 | Norvegia (bandiera)  | D     | Eivind Daniel Røed |
| 17 | Norvegia (bandiera)  | D     | Gustav Valsvik     |
| 18 | Ghana (bandiera)     | A     | Mahatma Otoo       |
| 18 | Norvegia (bandiera)  | A     | Stian Dyngeland    |

| N. |                      | Ruolo | Calciatore            |
| -- | -------------------- | ----- | --------------------- |
| 19 | Norvegia (bandiera)  | C     | Magnus Stamnestrø     |
| 20 | Norvegia (bandiera)  | D     | Thomas Eriksen Ness   |
| 21 | Norvegia (bandiera)  | P     | Leif Lysne            |
| 22 | Senegal (bandiera)   | A     | Malick Mané           |
| 23 | Danimarca (bandiera) | C     | Tonny Brochmann       |
| 24 | Norvegia (bandiera)  | D     | Eirik Skaasheim       |
| 25 | Norvegia (bandiera)  | C     | Ruben Holsæter        |
| 26 | Svezia (bandiera)    | P     | Erik Dahlin           |
| 27 | Norvegia (bandiera)  | A     | Kristoffer Stephensen |
| 29 | Norvegia (bandiera)  | P     | Mathias Dyngeland     |
| 30 | Ghana (bandiera)     | C     | Gilbert Koomson       |
| 33 | Norvegia (bandiera)  | D     | Bjørnar Hove          |
| 34 | Norvegia (bandiera)  | C     | Runar Heggestad       |
| 35 | Norvegia (bandiera)  | C     | Karsten Bjelde        |
| 36 | Norvegia (bandiera)  | A     | Asgrim Farnes         |
| 37 | Norvegia (bandiera)  | P     | Håvard Mjelleli       |

## Calciomercato

### Sessione invernale(dal 01/01 al 31/03)
| Acquisti | Acquisti              | Acquisti      | Acquisti      |
| R.       | Nome                  | da            | Modalità      |
| -------- | --------------------- | ------------- | ------------- |
| P        | Erik Dahlin           | IFK Göteborg  | definitivo    |
| D        | Espen Næss Lund       | Strømmen      | fine prestito |
| D        | Bjørn Inge Utvik      | Haugesund     | definitivo    |
| C        | Sidy Sagna            | Saint-Étienne | definitivo    |
| C        | Magnus Stamnestrø     | Molde         | prestito      |
| A        | Kristoffer Stephensen | Fyllingsdalen | definitivo    |

| Cessioni | Cessioni           | Cessioni       | Cessioni   |
| R.       | Nome               | a              | Modalità   |
| -------- | ------------------ | -------------- | ---------- |
| P        | Kenneth Udjus      |                | svincolato |
| D        | Eivind Daniel Røed | Fyllingsdalen  | prestito   |
| C        | Peter Aase         | Florø          | prestito   |
| C        | Stefan Aase        | Florø          | prestito   |
| C        | Stéphane Badji     | Brann          | definitivo |
| C        | Eirik Bakke        |                | ritiro     |
| C        | Ahyee Aye Elvis    | Vard Haugesund | definitivo |
| C        | Henrik Furebotn    |                | svincolato |
| C        | Joakim Rudolfsen   |                | svincolato |

### Sessione estiva(dal 15/07 al 10/08)
| Acquisti         | Acquisti           | Acquisti        | Acquisti      |
| R.               | Nome               | da              | Modalità      |
| ---------------- | ------------------ | --------------- | ------------- |
| D                | Eivind Daniel Røed | Fyllingsdalen   | fine prestito |
| C                | Gilbert Koomson    | BEC Tero Sasana | prestito      |
| A                | Mahatma Otoo       | Hearts of Oak   | definitivo    |
| A                | Martin Trøen       | Eidsvold Turn   | definitivo    |
| Altre operazioni |                    |                 |               |
| R.               | Nome               | da              | Modalità      |
| C                | Peter Aase         | Florø           | fine prestito |
| C                | Stefan Aase        | Florø           | fine prestito |

| Cessioni | Cessioni        | Cessioni   | Cessioni   |
| R.       | Nome            | a          | Modalità   |
| -------- | --------------- | ---------- | ---------- |
| D        | Per Egil Flo    | Molde      | definitivo |
| C        | Peter Aase      | Florø      | definitivo |
| C        | Stefan Aase     | Florø      | definitivo |
| C        | Ørjan Hopen     | Bryne      | prestito   |
| A        | Stian Dyngeland | Fana       | prestito   |
| A        | Ricardo Santos  | Åtvidaberg | definitivo |

## Risultati

### Eliteserien

#### Girone di andata
| Arbitro: | Sælen (Bergen) |

|                               |           |                            |
| Ricardo Santos 25’ U. Flo 49’ | Marcatori | 44’ Johansen 60’ Bendiksen |

| Arbitro: | Helgerud (Lier) |

|           |           |  |
| Børven 2’ | Marcatori |  |

| Arbitro: | Johansen (Brevik) |

|  |           |                                                        |
|  | Marcatori | 31’ Mikkelsen 45’ Nielsen 45’ Svensson 75’ Elyounoussi |

| Arbitro: | Døvle (Larvik) |

|             |           |                                   |
| Hussain 90’ | Marcatori | 17’ Ricardo Santos 86’ Stamnestrø |

| Sogndal 21 aprile 2013, ore 18:00 5ª giornata | Sogndal       | 0 – 0 referto | Sarpsborg 08 | Fosshaugane Campus (2.418 spett.)\| Arbitro: \| Nilsen (Oslo) \| |
| Arbitro:                                      | Nilsen (Oslo) |               |              |                                                                  |

| Arbitro: | Staberg (Harstad) |

|                                           |           |             |
| de Lanlay 5’ Ingelsten 10’ Olsen 90’, 90’ | Marcatori | 56’ Karadas |

| Arbitro: | Johnsen (Tønsberg) |

|                           |           |           |
| Karadas 25’ Mane 49’, 85’ | Marcatori | 90’ Askar |

| Arbitro: | Kjensli (Oslo) |

|                                       |           |                          |
| Omoijuanfo 65’ Vaagan Moen 74’ (rig.) | Marcatori | 22’ Patronen 37’ Valsvik |

| Arbitro: | Edvartsen (Hamar) |

|                        |           |  |
| Mane 42’ Skaasheim 81’ | Marcatori |  |

| Arbitro: | Døvle (Larvik) |

|                                    |           |          |
| Adjei-Boateng 3’, 73’ Johansen 55’ | Marcatori | 71’ Mane |

| Arbitro: | Rafiq (Oslo) |

|  |           |                 |
|  | Marcatori | 69’ (rig.) Mane |

| Arbitro: | Sælen (Bergen) |

|             |           |                  |
| Karadas 33’ | Marcatori | 69’ Vilhjálmsson |

| Arbitro: | Edvartsen (Hamar) |

|          |           |                                         |
| Sola 84’ | Marcatori | 3’ (aut.) Holmvik 51’ Sagna 56’ Valsvik |

| Arbitro: | Hansen (Feda) |

|             |           |           |
| Bolseth 26’ | Marcatori | 43’ Riski |

| Arbitro: | Nilsen (Oslo) |

|                         |           |                                |
| James 29’ Hamdallah 49’ | Marcatori | 40’ (rig.) Mane 81’ Stamnestrø |

#### Girone di ritorno
| Arbitro: | Sandmoen (Kjelsås) |

|                        |           |                            |
| Ondrášek 38’ Fojut 69’ | Marcatori | 22’ Karadas 26’ Stamnestrø |

| Arbitro: | Nilsen (Oslo) |

|                 |           |                |
| Mane 90’ (rig.) | Marcatori | 74’ Haraldseid |

| Arbitro: | Hagen (Grue) |

|                            |           |  |
| Reginiussen 9’ Nielsen 87’ | Marcatori |  |

| Arbitro: | Berntsen (Vang) |

|          |           |                        |
| Mane 24’ | Marcatori | 73’ Toivio 75’ Høiland |

| Arbitro: | Sandmoen (Kjelsås) |

|  |           |           |
|  | Marcatori | 33’ Sagna |

| Arbitro: | Johnsen (Tønsberg) |

|             |           |  |
| Bolseth 81’ | Marcatori |  |

| Arbitro: | Helgerud (Lier) |

|          |           |  |
| Pusic 6’ | Marcatori |  |

| Arbitro: | Hafsås (Trondheim) |

|          |           |                               |
| Mane 22’ | Marcatori | 16’ Vaagan Moen 24’ Andersson |

| Arbitro: | Kjensli (Oslo) |

|                       |           |  |
| Vilhjálmsson 28’, 49’ | Marcatori |  |

| Arbitro: | Edvartsen (Hamar) |

|  |           |                                               |
|  | Marcatori | 8’, 19’, 22’ Kamara 26’ Diomandé 90’ Kastrati |

| Skien 6 ottobre 2013, ore 18:00 26ª giornata | Odd          | 0 – 0 referto | Sogndal | Skagerak Arena (5.843 spett.)\| Arbitro: \| Rafiq (Oslo) \| |
| Arbitro:                                     | Rafiq (Oslo) |               |         |                                                             |

| Arbitro: | Hagen (Grue) |

|           |           |                         |
| Sagna 52’ | Marcatori | 59’ Zajić 89’ Grindheim |

| Arbitro: | Kjensli (Oslo) |

|                      |           |              |
| Holsæter 2’ Mane 26’ | Marcatori | 45’ Aanestad |

| Arbitro: | Berntsen (Vang) |

|                                   |           |                |
| Haugen 55’ Mathisen 57’ Riski 68’ | Marcatori | 61’ Stamnestrø |

| Arbitro: | Døvle (Larvik) |

|            |           |                       |
| U. Flo 88’ | Marcatori | 25’ Matland 71’ James |

### Coppa di Norvegia
| Arbitro: | Skjerven (Kaupanger) |

|  |           |                                     |
|  | Marcatori | 5’, 24’ Lund 47’ Karadas 61’ U. Flo |

| Arbitro: | Kringstad |

|                                                                 |                      |                                                |
| Engh 34’ Oltedal 47’, 90’                                       | Marcatori            | 25’ U. Flo 31’, 49’ Mane                       |
| Sandnes Kosberg Rønningen Flemmen Fredriksen Amundsgård Leirvik | Tiri di rigore 4 – 5 | Mane Karadas Sagna U. Flo Valsvik Lund Teniste |

| Arbitro: | Helgerud (Lier) |

|                                         |           |                                |
| Mane 25’, 83’ U. Flo 46’ Stamnestrø 78’ | Marcatori | 11’, 77’ Giæver 89’ Dos Santos |

| Arbitro: | Berntsen (Vang) |

|                                             |           |              |
| Børven 17’ Fredheim Holm 72’ Abdellaoue 90’ | Marcatori | 78’ Holsæter |

## Statistiche

### Statistiche di squadra
| Competizione      | Punti | In casa | In casa | In casa | In casa | In casa | In casa | In trasferta | In trasferta | In trasferta | In trasferta | In trasferta | In trasferta | Totale | Totale | Totale | Totale | Totale | Totale | DR  |
| Competizione      | Punti | G       | V       | N       | P       | Gf      | Gs      | G            | V            | N            | P            | Gf           | Gs           | G      | V      | N      | P      | Gf     | Gs     | DR  |
| ----------------- | ----- | ------- | ------- | ------- | ------- | ------- | ------- | ------------ | ------------ | ------------ | ------------ | ------------ | ------------ | ------ | ------ | ------ | ------ | ------ | ------ | --- |
| Eliteserien       | 33    | 15      | 4       | 5       | 6       | 17      | 24      | 15           | 4            | 4            | 7            | 16           | 24           | 30     | 8      | 9      | 13     | 33     | 48     | -15 |
| Coppa di Norvegia | -     | 1       | 1       | 0       | 0       | 4       | 3       | 3            | 2            | 0            | 1            | 8            | 6            | 4      | 3      | 0      | 1      | 12     | 9      | +3  |
| Totale            | -     | 16      | 5       | 5       | 6       | 21      | 27      | 18           | 6            | 4            | 8            | 24           | 30           | 34     | 11     | 9      | 14     | 45     | 57     | -12 |

### Statistiche dei giocatori
| Giocatore     | Eliteserien | Eliteserien | Eliteserien | Eliteserien | Coppa di Norvegia | Coppa di Norvegia | Coppa di Norvegia | Coppa di Norvegia | Coppe europee | Coppe europee | Coppe europee | Coppe europee | Altre coppe | Altre coppe | Altre coppe | Altre coppe | Totale   | Totale | Totale      | Totale     |
| Giocatore     | Presenze    | Reti        | Ammonizioni | Espulsioni  | Presenze          | Reti              | Ammonizioni       | Espulsioni        | Presenze      | Reti          | Ammonizioni   | Espulsioni    | Presenze    | Reti        | Ammonizioni | Espulsioni  | Presenze | Reti   | Ammonizioni | Espulsioni |
| ------------- | ----------- | ----------- | ----------- | ----------- | ----------------- | ----------------- | ----------------- | ----------------- | ------------- | ------------- | ------------- | ------------- | ----------- | ----------- | ----------- | ----------- | -------- | ------ | ----------- | ---------- |
| K. Bjelde     | 0           | 0           | 0           | 0           | 0                 | 0                 | 0                 | 0                 | ?             | ?             | ?             | ?             | ?           | ?           | ?           | ?           | 0+       | 0+     | 0+          | 0+         |
| R. Bolseth    | 26          | 2           | 4           | 0           | 2                 | 0                 | 1                 | 0                 | ?             | ?             | ?             | ?             | ?           | ?           | ?           | ?           | 28+      | 2+     | 5+          | 0+         |
| T. Brochmann  | 1           | 0           | 0           | 0           | 0                 | 0                 | 0                 | 0                 | ?             | ?             | ?             | ?             | ?           | ?           | ?           | ?           | 1+       | 0+     | 0+          | 0+         |
| E. Dahlin     | 30          | 0           | 1           | 0           | 3                 | 0                 | 0                 | 0                 | ?             | ?             | ?             | ?             | ?           | ?           | ?           | ?           | 33+      | 0+     | 1+          | 0+         |
| M. Dyngeland  | 0           | 0           | 0           | 0           | 0                 | 0                 | 0                 | 0                 | ?             | ?             | ?             | ?             | ?           | ?           | ?           | ?           | 0+       | 0+     | 0+          | 0+         |
| S. Dyngeland  | 3           | 0           | 0           | 0           | 0                 | 0                 | 0                 | 0                 | ?             | ?             | ?             | ?             | ?           | ?           | ?           | ?           | 3+       | 0+     | 0+          | 0+         |
| A. Farnes     | 0           | 0           | 0           | 0           | 0                 | 0                 | 0                 | 0                 | ?             | ?             | ?             | ?             | ?           | ?           | ?           | ?           | 0+       | 0+     | 0+          | 0+         |
| P. Flo        | 11          | 0           | 2           | 0           | 3                 | 0                 | 0                 | 0                 | ?             | ?             | ?             | ?             | ?           | ?           | ?           | ?           | 14+      | 0+     | 2+          | 0+         |
| U. Flo        | 29          | 2           | 0           | 0           | 3                 | 3                 | 0                 | 0                 | ?             | ?             | ?             | ?             | ?           | ?           | ?           | ?           | 32+      | 5+     | 0+          | 0+         |
| R. Heggestad  | 0           | 0           | 0           | 0           | 0                 | 0                 | 0                 | 0                 | ?             | ?             | ?             | ?             | ?           | ?           | ?           | ?           | 0+       | 0+     | 0+          | 0+         |
| A. Hella      | 1           | 0           | 0           | 0           | 0                 | 0                 | 0                 | 0                 | ?             | ?             | ?             | ?             | ?           | ?           | ?           | ?           | 1+       | 0+     | 0+          | 0+         |
| R. Holsæter   | 27          | 1           | 3           | 0           | 3                 | 1                 | 0                 | 0                 | ?             | ?             | ?             | ?             | ?           | ?           | ?           | ?           | 30+      | 2+     | 3+          | 0+         |
| Ø. Hopen      | 2           | 0           | 0           | 0           | 1                 | 0                 | 0                 | 0                 | ?             | ?             | ?             | ?             | ?           | ?           | ?           | ?           | 3+       | 0+     | 0+          | 0+         |
| B. Hove       | 0           | 0           | 0           | 0           | 0                 | 0                 | 0                 | 0                 | ?             | ?             | ?             | ?             | ?           | ?           | ?           | ?           | 0+       | 0+     | 0+          | 0+         |
| A. Karadas    | 27          | 4           | 7           | 0           | 3                 | 1                 | 0                 | 0                 | ?             | ?             | ?             | ?             | ?           | ?           | ?           | ?           | 30+      | 5+     | 7+          | 0+         |
| G. Koomson    | 7           | 0           | 1           | 0           | 0                 | 0                 | 0                 | 0                 | ?             | ?             | ?             | ?             | ?           | ?           | ?           | ?           | 7+       | 0+     | 1+          | 0+         |
| L. Lysne      | 1           | 0           | 0           | 0           | 0                 | 0                 | 0                 | 0                 | ?             | ?             | ?             | ?             | ?           | ?           | ?           | ?           | 1+       | 0+     | 0+          | 0+         |
| M. Mane       | 29          | 10          | 3           | 0           | 3                 | 4                 | 0                 | 0                 | ?             | ?             | ?             | ?             | ?           | ?           | ?           | ?           | 32+      | 14+    | 3+          | 0+         |
| H. Mjelleli   | 0           | 0           | 0           | 0           | 0                 | 0                 | 0                 | 0                 | ?             | ?             | ?             | ?             | ?           | ?           | ?           | ?           | 0+       | 0+     | 0+          | 0+         |
| E. Næss Lund  | 12          | 0           | 1           | 0           | 3                 | 2                 | 0                 | 0                 | ?             | ?             | ?             | ?             | ?           | ?           | ?           | ?           | 15+      | 2+     | 1+          | 0+         |
| T. Ness       | 0           | 0           | 0           | 0           | 0                 | 0                 | 0                 | 0                 | ?             | ?             | ?             | ?             | ?           | ?           | ?           | ?           | 0+       | 0+     | 0+          | 0+         |
| M. Otoo       | 10          | 0           | 1           | 0           | 0                 | 0                 | 0                 | 0                 | ?             | ?             | ?             | ?             | ?           | ?           | ?           | ?           | 10+      | 0+     | 1+          | 0+         |
| H. Patronen   | 24          | 1           | 4           | 1           | 3                 | 0                 | 0                 | 0                 | ?             | ?             | ?             | ?             | ?           | ?           | ?           | ?           | 27+      | 1+     | 4+          | 1+         |
| S. Sagna      | 28          | 3           | 2           | 1           | 1                 | 0                 | 0                 | 0                 | ?             | ?             | ?             | ?             | ?           | ?           | ?           | ?           | 29+      | 3+     | 2+          | 1+         |
| E. Skaasheim  | 24          | 1           | 1           | 0           | 2                 | 0                 | 0                 | 0                 | ?             | ?             | ?             | ?             | ?           | ?           | ?           | ?           | 26+      | 1+     | 1+          | 0+         |
| M. Stamnestrø | 19          | 4           | 1           | 0           | 4                 | 1                 | 0                 | 0                 | ?             | ?             | ?             | ?             | ?           | ?           | ?           | ?           | 23+      | 5+     | 1+          | 0+         |
| K. Stephensen | 12          | 0           | 0           | 0           | 2                 | 0                 | 1                 | 0                 | ?             | ?             | ?             | ?             | ?           | ?           | ?           | ?           | 14+      | 0+     | 1+          | 0+         |
| T. Teniste    | 30          | 0           | 0           | 0           | 1                 | 0                 | 0                 | 0                 | ?             | ?             | ?             | ?             | ?           | ?           | ?           | ?           | 31+      | 0+     | 0+          | 0+         |
| M. Trøen      | 0           | 0           | 0           | 0           | 0                 | 0                 | 0                 | 0                 | ?             | ?             | ?             | ?             | ?           | ?           | ?           | ?           | 0+       | 0+     | 0+          | 0+         |
| B. Utvik      | 10          | 0           | 1           | 0           | 1                 | 0                 | 0                 | 0                 | ?             | ?             | ?             | ?             | ?           | ?           | ?           | ?           | 11+      | 0+     | 1+          | 0+         |
| G. Valsvik    | 30          | 2           | 1           | 0           | 2                 | 0                 | 0                 | 0                 | ?             | ?             | ?             | ?             | ?           | ?           | ?           | ?           | 32+      | 2+     | 1+          | 0+         |